# Paul Dukas
Paul Abraham Dukas (Parijs, 1 oktober 1865 – aldaar, 17 mei 1935) was een Frans componist.

## Biografie
Dukas werd geboren in een familie die stamde uit de Elzas. Op zijn zestiende werd hij toegelaten tot het Conservatoire de Paris. Hij studeerde er piano bij Georges Mathias, muziektheorie en harmonieleer bij Théodore Dubois en compositie bij Ernest Guiraud. Hij was goed bevriend met de drie jaar oudere Claude Debussy. Later zou hij ter nagedachtenis aan diens dood het pianostuk la plainte, au loin, du faune... schrijven. Hij studeerde ook samen met Debussy's verklaarde tegenstander Vincent d'Indy, met wie hij zijn leven lang bevriend bleef.
Als componist was Dukas zowel bescheiden als buitengewoon perfectionistisch, wat ertoe leidde dat hij bijna de helft van de weinige werken die hij schreef vernietigde.
Dukas won verschillende prijzen, waaronder de tweede plaats in de Prix de Rome voor zijn cantate Velléda in 1888. Teleurgesteld door deze mislukking verliet hij het conservatorium op 24-jarige leeftijd. Na zijn militaire diensttijd begon hij een dubbele carrière als criticus en componist. In 1892 schreef hij als 27-jarige zijn eerste artikel als criticus over opvoeringen van Richard Wagners Der Ring des Nibelungen. Het werd gepubliceerd in La Revue hebdomadaire  Later schreef hij ook voor Minerve, La Chronique des arts, La Gazette des beaux-arts en Le Courrier musical.
Zijn Parijse debuut als componist vond plaats met de première van de ouverture Polyeucte, geschreven in 1891 en gedirigeerd door Charles Lamoureux aan het hoofd van het Orchestre Lamoureux in januari 1892. Geïnspireerd door de gelijknamige 17e-eeuwse tragedie van Pierre Corneille toont deze muziek de invloed van Wagner. Ook zijn enige symfonie, in C-majeur (1896), werd een groot succes. Het driedelige werk verraadt de invloed van de symfonieën van César Franck en Ernest Chausson. In het stuk bewijst Dukas zijn orkestratiekunst, waardoor Isaac Albeniz zijn assistentie inriep voor de orkestratie van het pianowerk Catalonia.
Van de werken die zijn uitgegeven en bewaard zijn gebleven, is het symfonische scherzo L'apprenti sorcier uit 1897 (naar Goethes ballade Der Zauberlehrling) het bekendste. De Walt Disney-film Fantasia uit 1940 heeft bijgedragen aan de populariteit van dit werk, waarmee Dukas zijn reputatie als muzikaal humorist heeft verworven.
Andere belangrijke werken van Dukas zijn de opera Ariane et Barbe-Bleue (1907), op een libretto van Maurice Maeterlinck, en het ballet La Péri met de inleidende fanfare (1912). Dit werk berust op een Perzische legende en was oorspronkelijk bedoeld voor de Ballets Russes van Serge Diaghilev. Het werd uiteindelijk opgedragen aan de danseres Natasja Truchanova. Hierna publiceerde Dukas geen enkel werk meer.
Dukas doceerde orkestratie en later ook compositie aan het Parijse conservatorium, aan onder anderen Olivier Messiaen, Maurice Duruflé en Manuel Ponce. Hij had zitting in de artistieke raad van de Schola Cantorum de Paris, die geleid werd door zijn vriend Vincent d'Indy. Daarnaast was hij een belangrijk muziekpublicist en -onderzoeker.
Dukas stierf op 69-jarige leeftijd in zijn geboortestad Parijs.

## Werken

### Gepubliceerde werken (door Dukas geautoriseerd)
- Polyeucte, ouverture voor orkest (1891)
- Symfonie in C voor orkest (1895–1896)
- Scherzo L'apprenti sorcier voor orkest (1897)
- Sonate voor piano in es (1899–1900)
- Variations, interlude et finale sur un thème de Rameau, voor piano (c.1899–1902)
- Opera Ariane et Barbe-bleue (1899–1907)
- Villanelle, voor hoorn en piano (verschillende bewerkingen voor hoorn en orkest) (1906)
- Prélude élégiaque sur le nom de Haydn, voor piano (1909)
- Vocalise-étude (alla gitana), voor stem en piano (1909)
- Ballet La Péri (poème dansé) (1911; later uitgebreid met Fanfare pour précéder La Péri (1912))
- La plainte, au loin, du faune..., voor piano (1920)
- Amours, sonnet voor zangstem en piano (1924)
- Allegro, voor piano (1925)
- Modéré, vermoedelijk voor piano (1933; postuum gepubliceerd in 1936)

### Vroege, ongepubliceerde composities
- Air de Clytemnestre, voor zangstem en klein orkest (1882)
- Goetz de Berlichingen, ouverture voor orkest (1883)
- Le roi Lear voor orkest (1883)
- Chanson de Barberine , voor sopraan-solo en orkest (1884)
- La fête des Myrthes, voor koor en orkest (1884)
- L'ondine et le pêcheur, voor sopraan en orkest (1884)
- Endymion, cantate voor drie zangstemmen en orkest (1885)
- Introduction au poème 'Les Caresses'  voor piano (1885)
- La vision de Saül, cantate voor drie zangstemmen en orkest (1886)
- La fleur, voor koor en orkest (1887)
- Fugue, geen instrumentatie is aangegeven (1888)
- Hymne au soleil, voor koor en orkest (1888)
- Vélléda, cantate voor drie zangstemmen en orkest (1888)
- Sémélé, cantate voor drie zangstemmen en orkest (1889)

### Vernietigde en voorgenomen composities
- Opera Horn et Riemenhild (1892)
- Opera L'arbre de science (1899)
- Symfonisch gedicht Le fil de parque voor orkest (c.1908)
- Opera Le nouveau monde (c. 1908–1910)
- Ballet Le sang de Méduse (1912)
- Symfonie nr. 2 (na 1912)
- Sonate voor viool en piano (na 1913)
- Opera La tempête (c.1918)
- Ballet Variations choréographiques voor orkest (1930)
- een compositie voor het Boston Symphony Orchestra (1932)